# Піраргірит
Піраргірит, пірарґірит, (рос. пираргирит; англ. pyrargyrite; нім. Pyrargyrit m) — мінерал, стибієва сульфосіль срібла. Синоніми: червоне срібло, рубінова обманка, срібна обманка, стибієво-срібна обманка, руда срібна темно-червона.

## Етимологія та історія
З 16 століття руду, що містила піраргірит, мала вражаючий червоний колір, сліпучий блиск і високий вміст срібла майже 60 % називали Rotvalid або Rotvaliderz.
За словами Авраама Ґоттлоба Вернера (1749—1817), з 1789 року розрізняють темно- та світло-червону руду, але лише в 1804 році французький хімік Жозеф Пруст (1754—1826) зміг уточнити за допомогою свого хімічного аналізу, що червона руда містить стибій (темний, Ag3SbS3) і арсен (світлий, Ag3AsS3) — двох різних мінералів.
У 1831 році німецький мінералог, геолог Ернст Фрідріх Глокер (1793—1858) ввів назву піраргірит для темно-червоної руди, яка діє й донині, — на основі двох давньогрецьких слів πῦρ, що означає «вогонь» і ἄργυρος, що означає «срібло».

## Загальний опис
Хімічна формула: Ag3SbS3. Містить у своєму складі 59,76 % Ag. Sb може ізоморфно заміщатися As у співвідношеннях Sb: As до 3:1.
Кристалізується в тригональній сингонії. Піраргірит утворює зернисті агрегати, вростки в бляклих рудах, галеніті і ін. мінералах, рідше зустрічається у вигляді кристалів ромбоедричного або скаленоедричного габітусу розміром до 10 см. Колір темно-червоний до чорного з червонуватим відтінком. Просвічує, в тонких шарах прозорий. Блиск алмазний. Спайність середня за ромбоедром. Тв. 2—2,5. Густина 5,8. Дуже крихкий. Характерна пурпурно-червона риска. Поширений в середньотемпературних гідротермальних поліметалічних родов. Великих скупчень не утворює. Асоціація: срібло, акантит, тетраедрит, інші сульфосолі срібла, кальцит, доломіт, кварц.

## Розповсюдження
Зустрічається спільно з бляклими рудами, арсенідами кобальту і нікелю, пруститом, селенідами. У значних кількостях присутній в низькотемпературних срібно-поліметалічних гідротермальних родовищах (Пачука, Гуанахуато, Мексика; Потосі, Болівія; Чаньярсільо, Чилі), де асоціює з галенітом, самородним сріблом, пруститом, сульфосолями стибію і свинцю.
Важливий компонент срібних руд. Інші знахідки: Гарц (Саксонія, ФРН), Пршибрам (Чехія), Банська Штявниця (Словаччина), Колькіхірка (Перу). В Україні знайдений у Подніпров'ї.